# SNCASO SO-M2
Lo SNCASO SO-M2 era un velivolo sperimentale, costruito sul finire degli anni quaranta dall'azienda francese Société nationale des constructions aéronautiques du sud-ouest per raccogliere dati utili al fine di realizzare il bombardiere strategico SNCASO SO-4000, del quale rappresentava sostanzialmente una copia in scala 1:2.

## Storia

### Sviluppo
Il processo di sviluppo che avrebbe dovuto condurre alla realizzazione del bombardiere SNCASO SO-4000 prevedeva, come stadio intermedio propedeutico ai fini della raccolta di dati ed informazioni utili ad un progetto tanto ambizioso, la costruzione di due velivoli in scala ridotta (in francese maquettes): il primo (identificato come Maquette 1, da cui SNCASO SO-M1) era un velivolo senza motore destinato ad eseguire prove di volo planando dopo essersi sganciato da un velivolo madre sul dorso del quale raggiungeva la quota utile per il lancio; il secondo (SNCASO SO-M2), sostanzialmente identico al primo, era invece un velivolo dotato di un proprio apparato propulsivo, costituito da un singolo turbogetto.
Realizzato in un singolo esemplare, venne portato in volo per la prima volta il 13 aprile 1949 dal pilota collaudatore Jacques Guignard. Il successivo 9 maggio, questa volta ai comandi di Daniel Rastel, lo SNCASO SO-M2 fu il primo aviogetto francese a superare la velocità di 1 000 km/h.
Dopo alcuni voli di prova giudicati positivamente malgrado la potenza disponibile non fosse considerata pienamente soddisfacente, nel mese di Aprile del 1951, il SO-M2 venne sottoposto ad alcune modifiche sostanziali tra le quali vi fu l'installazione di un motore più potente.
Lo SNCASO SO-M2 si rivelò un velivolo complessivamente utile ai fini sperimentali ed i suoi voli proseguirono nonostante l'abbandono del progetto dello SNCASO SO-4000, soprattutto al fine di sperimentare sistemi servocomandati.

### Descrizione tecnica
Lo SNCASO SO-M2 era un monoplano ad ala media dalla struttura interamente metallica; aveva la fusoliera di sezione ovale, ala a freccia di 34 °, carrello d'atterraggio di tipo biciclo (o monotraccia) con elemento posteriore costituito da tre ruote allineate. La propulsione era affidata al turbogetto di produzione britannica Rolls-Royce Derwent della versione 5; le prese d'aria per l'alimentazione erano disposte sui fianchi della fusoliera, all'altezza dell'abitacolo del pilota.
Nell'aprile del 1951 il SO-M2 venne sottoposto ad alcune considerevoli modifiche: vennero introdotti servocomandi agli equilibratori, incrementata la capacità dei serbatoi di carburante, installati all'estremità delle semiali ruotini di bilanciamento retrattili (in funzione equilibratrice del carrello nelle fasi di decollo ed atterraggio) e sostituito il motore con un Derwent della serie 8.